# Capgemini
Cap Gemini S.A. és una corporació multinacional francesa amb seu a París, França, que proporciona serveis de TI i és una de les majors companyies del món de consultoria, externalització i serveis professionals amb més de 200.000 empleats en més de 40 països. Va ser fundada el 1967 per Serge Kampf, el vicepresident actual, a Grenoble, França. Paul Hermelin, el president i conseller delegat del grup Capgemini ha portat a la companyia des del seu nomenament el desembre de 2001.
Les operacions regionals de Capgemini inclouen Amèrica del Nord i del Sud, Europa i Àsia-Pacífic. Els serveis es presten a través de quatre disciplines; Consultoria, Tecnologia, Outsourcing i Serveis Professionals Locals. Aquest últim es lliura a través de Sogeti, una subsidiària de propietat total.

## Història
Capgemini va ser fundada per Serge Kampf en companyia com una gestió de l'empresa i de processament de dades 1967. L'empresa va ser inaugurada com la Société pour la Gestion de l'Entreprise et le Traitement de la Information (Sogeti).
- En 1973 Sogeti va adquirir una participació majoritària en el seu principal competidor europeu de serveis de TI, CAP (Centre d'Anàlisi i programació).[6]
- En 1974 va adquirir Gemini Sogeti Computadores Systems, una empresa nord-americana amb seu a Nova York.[7]
- En 1975, després d'haver fet dues grans adquisicions de la PAC i Gemini Sistemes Informàtics, i després de la resolució d'una disputa amb el nom similar CAP Regne Unit sobre l'ús internacional de la denominació «PAC», Sogeti es va canviar el nom com CAP Gemini Sogeti.
- En 1981, Cap Gemini Sogeti va llançar operacions als Estats Units arran de l'adquisició de la seu en Milwaukee DASD Corporation, especialitzada en la conversió de dades i l'ocupació de 500 persones en 20 sucursals en tot els EUA. Després d'aquesta adquisició, l'operació dels Estats Units era conegut com Cap Gemini DASD.[8]
- En 1986, Cap Gemini Sogeti va adquirir la divisió de consultoria de la nord-americana CGA ordinador per crear Cap Gemini Amèrica.[9]
- En 1991, Gemini Consulting es va formar a través de la integració de les dues empreses de consultoria de gestió (Estats Recerca i el Grup MAC)
- En 1995, el Center for Business Innovation de Cap Gemini es va transformar d'un model universitari institucional per a una capacitat de recerca en xarxa sota el lideratge del seu director Christopher Meyer (autor)[10][11]
- En 1996, el nom va ser simplificat a Cap Gemini amb un nou logotip del grup. Totes les empreses que operen a tot el món van ser re-marca per operar com Cap Gemini.
- El 2000, Cap Gemini Ernst & Young va adquirir Consulting. Al mateix temps s'integra Gemini Consulting per formar Cap Gemini Ernst & Young.[12]
- En 2002, Cap Gemini va rellançar la seva marca Sogeti, la creació d'una nova entitat jurídica que porta el nom original de la companyia, amb seu a Brussel·les, Bèlgica. La nova companyia es @centrar el lliurament de serveis de TI a un rang més limitat de mercats.
- En 2003, l'empresa va adquirir Transiciel i va fusionar les dues pràctiques en Sogeti-Transiciel (posteriorment consolidat dins Sogeti en 2006).[13]
- A l'abril de 2004, el Grup va tornar a Capgemini (el seu nom actual).[14]
- En l'estiu de 2005, a causa de les grans pèrdues financeres, Capgemini va vendre la seva pràctica de consultoria de la salut d'Amèrica del Nord, incloent tant les pràctiques de pagadors i proveïdors, a Accenture, però conserva la seva pràctica ciències de la vida.[15]
- L'agost de 2006, Capgemini va adquirir Futur Enginyeria.[16]
- Al setembre de 2006, Capgemini va adquirir una participació del 51 % en Unilever Índia Shared Services Limited (Indigo), un proveïdor de serveis financers compartits i serveis de compliment de Sarbanes-Oxley al Grup mundial Unilever. Indigo compta amb centres operatius en Bangalore i Chennai i emplea a aproximadament 600 persones.[17]
- A l'octubre de 2006, Capgemini va acordar adquirir Kanbay Internacional per US $ 1.2 mil milions en efectiu ($ 29 per acció). L'adquisició va augmentar el personal de Capgemini Índia de 12.000 (que es conrea a 26.000+ en només 4 anys de temps) empleats. La força actual empleat l'Índia el 23 d'octubre 2012 és de 40.000 L'adquisició es va completar el 8 de febrer de 2007.[18]
- El 8 de febrer de 2007, Capgemini ha anunciat l'adquisició d'Arquitectes de Programari, una empresa de consultoria amb seu als EUA, per a expandir-hi el negoci.[19]
- El 25 de juliol de 2008, Capgemini ha anunciat l'adquisició de Getronics Aplicacions PinkRoccade negoci Services BV[20] dels Països Baixos. L'adquisició va ascendir a un valor patrimonial de € 255 milions pagats en efectiu.
- A l'octubre de 2008, Capgemini adquireix especialista Prova UK Vizuri.[21]
- Al novembre de 2008, Capgemini adquireix Empire i Sophia Solutions per reforçar la seva presència a Europa de l'Est.[22]
- Al setembre de 2009, Capgemini Austràlia adquireix Nu Solutions; reforça l'experiència de proves de programari.[23]
- Al febrer de 2010, Capgemini ha anunciat l'adquisició d'IBX.[24]
- El juny de 2010, Capgemini ha anunciat l'adquisició de Strategic Systems Solutions, una petita empresa especialitzada al mercat de capitals.[25]
- El juny de 2010, Capgemini ha anunciat l'adquisició de Plaisir Informatique, una empresa francesa especialitzada en migracions de dades complexes en el sector bancari i d'assegurances.[26]
- Al setembre de 2010, Capgemini ha anunciat l'adquisició de CPM Braxis, la major empresa consultora brasilera de TI.[27]
- Al novembre de 2010, Capgemini ha anunciat que ha adquirit l'empresa de serveis de TI amb seu a Índia, Thesys Technologies Private Limited ("Thesys"), un soci de Serveis de Certificació-Temenos que proporciona solucions d'implementació bancari per a la indústria global de serveis financers.[28]
- Al desembre de 2010, Capgemini adquireix proveïdor d'IT-Services alemany CS Consulting GmbH.[29]
- Al febrer de 2011, l'Autoritat de Policia de Cheshire va signar un acord marc amb Capgemini per a serveis de TI per recolzar les activitats de back-office policial. El marc inclouria la tecnologia per permetre als serveis compartits. S'espera que generi un estalvi de £40 milions per a la policia de Cheshire en deu anys.[30]
- Al febrer de 2011, Capgemini va aconseguir un contracte de tres anys 63 milions dòlars per donar suport als comptadors intel·ligents per a utilitat del Canadà BC Hydro en la Columbia Britànica.[31]
- El març de 2011, Capgemini va assegurar un contracte de £ 100 milions amb BAA a presa de possessió dels seus "serveis de TI fonamentals."[32]
- A l'abril de 2011, Capgemini va adquirir dues empreses franceses, Artesys, un proveïdor d'oferta d'infraestructura de TI, i Avantias, un proveïdor de gestió de continguts empresarials a les empreses.[33]
- El juny de 2011, Capgemini va finalitzar la seva adquisició de Prosodie, l'operador de serveis multicanal.[34]
- El juny de 2011, Capgemini ha completat la seva primera adquisició a la Xina, Praxi Technology, un especialista de la indústria de serveis públics.[35]
- El juliol de 2011, Capgemini va adquirir el proveïdor de serveis de TI italiana AIVE Grup.[36]
- Al maig de 2014, Capgemini ha anunciat l'adquisició de Strategic Systems & Products Corp. (SSP), un proveïdor de solucions per a la indústria del petroli i del gas amb la seu a Irving (Texas).[37]

## Gestió
El Comitè Executiu del Grup Capgemini es compon de 18 membres. Paul Hermelin serveix com el President del Grup i CEO. Es va incorporar a Capgemini el 1993 i va ser nomenat el seu director general en 2002. Al maig de 2012, es va convertir en Hermelin president i conseller delegat del Grup Capgemini. Va tenir èxit Serge Kampf que ara serveix com el vicepresident de la Junta.

## Adquisicions
- Al febrer de 1973, la companyia va adquirir Sesi, una companyia d'entrada de dades i el processament i la creació de Sorinfor (Eurinfor + Soref) per a la gestió de TI en la Cambra de comerç i Indústria de París.
- Hoskyns Group plc|Hoskyns in the UK (1990)
- Volmac als Països Baixos (1992), els desenvolupadors de Cap Gemini SDM
- Programator a Escandinàvia (1992)
- Gruber Titze i socis a Europa (1993)[41]
- Bossard a Europa (1997)
- Transiciel (2003)
- Indigo (2006)[42]
- Enginyeria futur a Alemanya (2006)[cita [cal citació]
- Plecto AG a Alemanya (2006)[cal citació]
- Kanbay Internacional (2006)
- Arquitectes de Programari (2007)[43]
- Maxeda serveis de TI als Països Baixos (2008)[cal citació]
- Aplicacions Getronics PinkRoccade negoci Services BV (2008), desenvolupadors d'Informació de Serveis de Biblioteca[44]
- Vizuri Ltd (2008)[45]
- Imperi a República Txeca (2009)[46]
- Solucions Nu a Austràlia (2009)[47]
- IBX a Suècia (2010)[48]
- Sistemes Estratègics Solutions Ltd en el Regne Unit (2010), KSAak[49]
- CPM Braxis [Brasil] (2010)
- Tecnologies THESYS (Índia) (2010)
- CS Consulting GmbH (2010)[50]
- Grup AIVE a Itàlia (2011)[51]
- BI Consulting Group (BICG) amb seu a Minneapolis (2011)[52]
- Vengroff Williams & Associates (2011)[53]
- Empresa Solucionis DTWO (2012) de programari basat al Japó i la dotació de personal de TI[54]
- Sistemes i productes Estratègic Corp. (SSP) (2014)

## Localitats
Capgemini opera en 40 països amb centres d'excel·lència en diversos llocs. Aquests centres acceleren el lliurament garantint al mateix temps els costos i qualitat òptimes. Tenen el propòsit de reunir les diferents capacitats de les empreses i els sectors que atenen.

## Serveis
| Application Lifecycle Services | Application Outsourcing Services | Capgemini's Business Process Management Solutions | Business Process Outsourcing (BPO) |
| Cloud Services                 | Consulting Services              | Cybersecurity                                     | Digital Customer Experience        |
| Finance & Accounting           | Global Engineering Services      | Green IT                                          | Infrastructure Services            |
| Insights & Data                | Local Professional Services      | Mobile Solutions                                  | Procurement                        |
| Ready2Sèries                   | Service Integration              | Service Management                                | Social Business                    |
| Supply Chain Management        | Testing Services                 | Workforce Management                              |                                    |

- Capgemini va guanyar el SAP Amèrica del Nord d'excel·lència Soci Award 2015 per SAP Platform Solutions.[56]
- Capgemini va ser nomenat com 2014 major del món de l'empresa Ètica per l'Institut Ethisphere per al segon any.[57]
- Capgemini va ser nomenat capdavanter entre els proveïdors de serveis de SAP Global per Forrester.[57]
- Capgemini es va posicionar com a líder en Global F & A BPO Magic Quadrant de Gartner.[58]
- Capgemini es va posicionar com a líder en programari de Serveis de Proves de NelsonHall.[59]
- Grup Capgemini es va posicionar en els quadrant "Capdavanters" en el Quadrant Màgic de Gartner per a l'Aplicació de Serveis de Proves de 2014.[60]
- Capgemini va ser nomenat "Capdavanter" entre els proveïdors globals d'outsourcing d'infraestructura en un informe independent de Forrester Research, Inc.[57]
- Capgemini es va posicionar en quadrant "Capdavanters" en el Quadrant Màgic de Gartner per a Proveïdors de Serveis SAP Administració d'aplicacions, a tot el món.[57]
- Capgemini es va posicionar en quadrant "Capdavanters" en el Quadrant Màgic de Gartner per a Proveïdors de Serveis d'implementació de SAP, per tot el món.
- Capgemini Consulting ha estat reconegut per Source1 per a l'alt nivell de qualitat del seu contingut lideratge de pensament.[57]

## Capgemini Consulting
Capgemini Consulting és Capgemini un negoci de consultoria de gestió. Actualment emplea a unes 4.000 empleats, Capgemini Consulting és una de les majors empreses de consultoria de gestió d'Europa.

## World Wealth Report
Merrill Lynch, Cap Gemini Ernst & Young van treballar junts des de c. 1993 la recerca de les "necessitats dels individus d'alt valor net (HNWI són individus amb més de $ 1 milió en actius financers)" amb la finalitat de "servir amb èxit aquest segment de mercat." El seu informe de 2003 va ser el seu setè.
- 1998 World Wealth Report[62]
- 2003 World Wealth Report[63]
- 2007 World Wealth Report[64]
- 2009 World Wealth Report[65]
- 2013 World Wealth Report.[66]

Sogeti és una subsidiària de propietat total de Grup Capgemini. És una empresa de consultoria informàtica especialitzada en serveis professionals locals. Sogeti va desenvolupar l'enfocament de gestió de proves

## Controvèrsia

### Cessió il·legal de treballadors
El jutjat social de Mieres la va condemnar per cessió il·legal de treballadors pel que ha d'admetre a gairebé 200 empleats de subcontractes en la seva pròpia plantilla.